# Liste des députés de la préfecture de Fukushima
Cette page liste les membres de la Chambre des représentants du Japon élus dans les circonscriptions de la préfecture de Fukushima.

## 41elégislature(1996-2000)
Au cours de la 41e législature, les députés de la préfecture de Fukushima furent les suivants :
| Circonscription | Député | Député             | Parti politique |
| --------------- | ------ | ------------------ | --------------- |
| 1re             |        | Tatsuo Satō (ja)   | PLD             |
| 2e              |        | Takumi Nemoto      | PLD             |
| 3e              |        | Hiroyuki Arai (ja) | PLD             |
| 4e              |        | Kōzō Watanabe (ja) | Shinshintō      |
| 5e              |        | Gōji Sakamoto (ja) | Shinshintō      |

## 42elégislature(2000-2003)
Au cours de la 42e législature, les députés de la préfecture de Fukushima furent les suivants :
| Circonscription | Député | Député             | Parti politique |
| --------------- | ------ | ------------------ | --------------- |
| 1re             |        | Tatsuo Satō (ja)   | PLD             |
| 2e              |        | Takumi Nemoto      | PLD             |
| 3e              |        | Kōichirō Genba     | PDJ             |
| 4e              |        | Kōzō Watanabe (ja) | SE              |
| 5e              |        | Masayoshi Yoshino  | PLD             |

## 43elégislature(2003-2005)
Au cours de la 43e législature, les députés de la préfecture de Fukushima furent les suivants :
| Circonscription | Député | Député             | Parti politique |
| --------------- | ------ | ------------------ | --------------- |
| 1re             |        | Tatsuo Satō (ja)   | PLD             |
| 2e              |        | Takumi Nemoto      | PLD             |
| 3e              |        | Kōichirō Genba     | PDJ             |
| 4e              |        | Kōzō Watanabe (ja) | SE              |
| 5e              |        | Gōji Sakamoto (ja) | PLD             |

## 44elégislature(2005-2009)
Au cours de la 44e législature, les députés de la préfecture de Fukushima furent les suivants :
| Circonscription | Député | Député                 | Parti politique |
| --------------- | ------ | ---------------------- | --------------- |
| 1re             |        | Yoshitami Kameoka (ja) | PLD             |
| 2e              |        | Takumi Nemoto          | PLD             |
| 3e              |        | Kōichirō Genba         | PDJ             |
| 4e              |        | Kōzō Watanabe (ja)     | PDJ             |
| 5e              |        | Masayoshi Yoshino      | PLD             |

## 45elégislature(2009-2012)
Au cours de la 45e législature, les députés de la préfecture de Fukushima furent les suivants :
| Circonscription | Député | Député                 | Parti politique |
| --------------- | ------ | ---------------------- | --------------- |
| 1re             |        | Yōzaburō Ishihara (ja) | PDJ             |
| 2e              |        | Kazumi Ōta             | PDJ             |
| 3e              |        | Kōichirō Genba         | PDJ             |
| 4e              |        | Kōzō Watanabe (ja)     | PDJ             |
| 5e              |        | Izumi Yoshida (ja)     | PDJ             |

## 46elégislature(2012-2014)
Au cours de la 46e législature, les députés de la préfecture de Fukushima furent les suivants :
| Circonscription | Député | Député                 | Parti politique |
| --------------- | ------ | ---------------------- | --------------- |
| 1re             |        | Yoshitami Kameoka (ja) | PLD             |
| 2e              |        | Takumi Nemoto          | PLD             |
| 3e              |        | Kōichirō Genba         | PDJ             |
| 4e              |        | Ichirō Kanke (ja)      | PLD             |
| 5e              |        | Gōji Sakamoto (ja)     | PLD             |

## 47elégislature(2014-2017)
Au cours de la 47e législature, les députés de la préfecture de Fukushima furent les suivants :
| Circonscription | Député | Député                 | Parti politique |
| --------------- | ------ | ---------------------- | --------------- |
| 1re             |        | Yoshitami Kameoka (ja) | PLD             |
| 2e              |        | Takumi Nemoto          | PLD             |
| 3e              |        | Kōichirō Genba         | PDJ             |
| 4e              |        | Shinji Oguma (ja)      | Ishin           |
| 5e              |        | Masayoshi Yoshino      | PLD             |

## 48elégislature(2017-2021)
Au cours de la 48e législature, les députés de la préfecture de Fukushima furent les suivants :
| Circonscription | Député | Député            | Parti politique |
| --------------- | ------ | ----------------- | --------------- |
| 1re             |        | Emi Kaneko        | SE              |
| 2e              |        | Takumi Nemoto     | PLD             |
| 3e              |        | Kōichirō Genba    | SE              |
| 4e              |        | Ichirō Kanke (ja) | PLD             |
| 5e              |        | Masayoshi Yoshino | PLD             |

## 49elégislature(2021-2024)
Au cours de la 49e législature, les députés de la préfecture de Fukushima furent les suivants :
| Circonscription | Député | Député            | Parti politique |
| --------------- | ------ | ----------------- | --------------- |
| 1re             |        | Emi Kaneko        | PDC             |
| 2e              |        | Takumi Nemoto     | PLD             |
| 3e              |        | Kōichirō Genba    | PDC             |
| 4e              |        | Shinji Oguma (ja) | PDC             |
| 5e              |        | Masayoshi Yoshino | PLD             |

## 50elégislature(depuis 2024)
Au cours de la 50e législature, les députés de la préfecture de Fukushima sont les suivants :
| Circonscription | Député | Député                | Parti politique |
| --------------- | ------ | --------------------- | --------------- |
| 1re             |        | Emi Kaneko            | PDC             |
| 2e              |        | Kōichirō Genba        | PDC             |
| 3e              |        | Shinji Oguma (ja)     | PDC             |
| 4e              |        | Ryūtarō Sakamoto (ja) | PLD             |